# Die Judenbuche

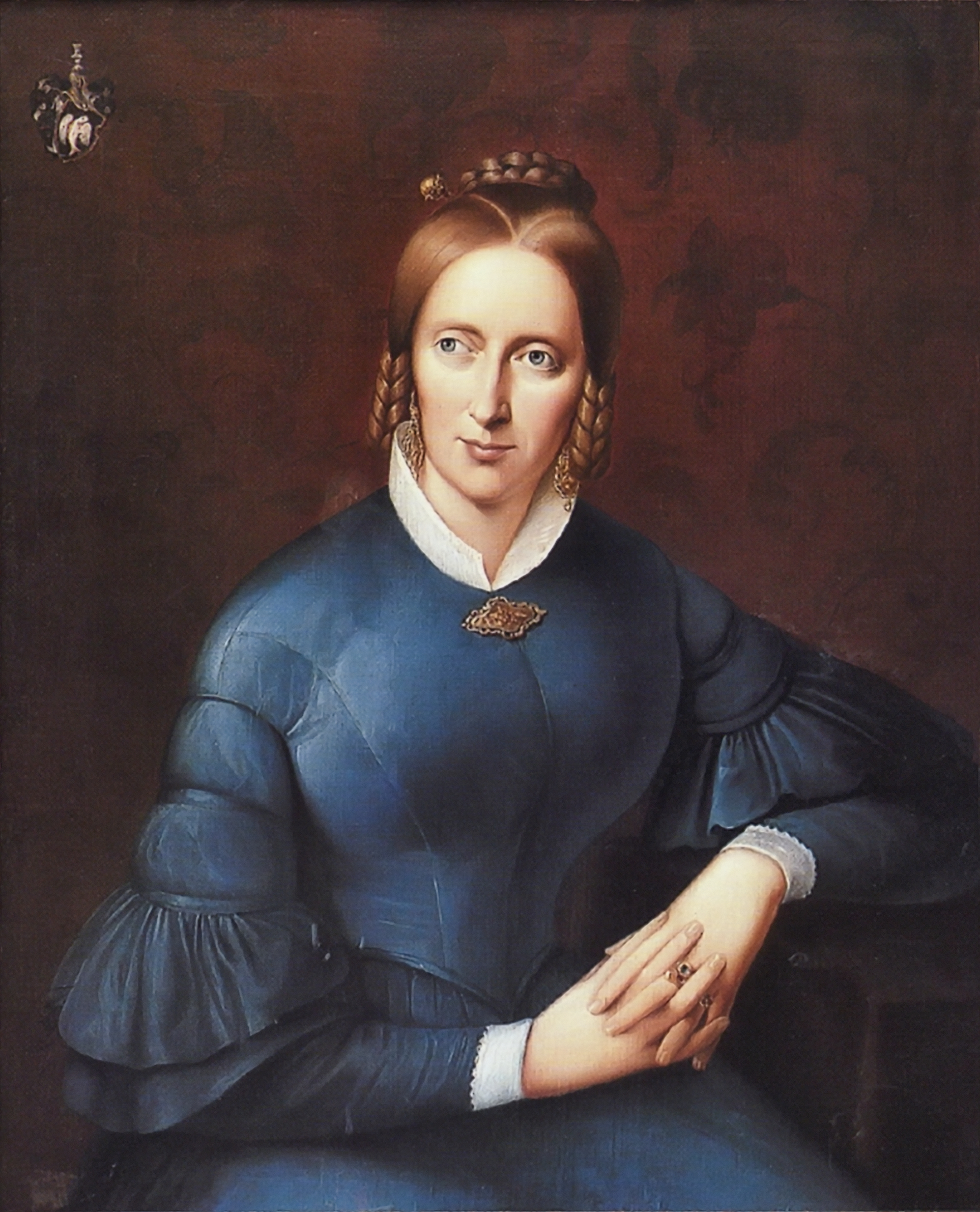
Annette von Droste-Hülshoff, 1838

Titelblatt des Erstdrucks

Die Judenbuche – Ein Sittengemälde aus dem gebirgichten Westfalen ist eine Erzählung von Annette von Droste-Hülshoff, die erstmals 1842 im Cotta’schen Morgenblatt für gebildete Leser erschien. Die Handlung der zunächst unter dem Arbeitstitel Friedrich Mergel, eine Criminalgeschichte des 18ten Jahrhunderts geschriebenen Erzählung spielt in dem entlegenen westfälischen „Dorf B.“ in einem deutschen Kleinstaat des 18. Jahrhunderts, noch vor der Zeit der großen Umwälzungen, die die Französische Revolution für Europa mit sich brachte. Die Erzählung der Lebensgeschichte des armen Hirtenjungen und Knechts Friedrich Mergel vereinigt Milieustudie, eine komplexe Kriminalgeschichte mit jahrelangem organisiertem Holzdiebstahl und drei unklaren Todesfällen sowie Elemente romantischer Schauerliteratur, in der Wald, Wetter, Spukvorstellungen und Schicksalsgläubigkeit bedeutende Rollen spielen. Die Autorin arbeitet mit szenischen Bruchstücken, Verrätselungen und Irreführungen des Lesers, die nicht alle eindeutig aufgelöst werden können.

## Handlung
Friedrich Mergels Werdegang scheint schon vor seiner Geburt festzustehen: In seiner Familie herrschen „viel Unordnung und böse Wirtschaft“. Sein Vater Hermann Mergel, ein Alkoholiker, nahm Margreth Semmler zur Frau, nachdem ihm seine erste Braut schon nach der Hochzeitsnacht davongelaufen war. Margreth heiratete spät, und das weniger aus Liebe, sondern um zu beweisen, dass sie aus Hermann einen besseren Menschen machen kann. Das erweist sich jedoch als Trugschluss: Auch Margreth hat unter seinen andauernden Trinkgelagen und seiner Gewalt zu leiden, obwohl sie dies vor der Dorfgemeinschaft zu verbergen versucht.
Als Friedrich neun Jahre alt ist, kommt sein Vater aus ungeklärten Gründen in einer stürmischen Winternacht neben einer alten Buche ums Leben. Dadurch sinkt Friedrichs ohnehin geringes soziales Ansehen im Dorf noch tiefer. Er hütet fortan die Kühe. Wenige Jahre später adoptiert ihn sein Onkel Simon, stellt ihn bei sich ein und verhilft ihm mit obskuren Geschäften zu etwas Geld und Ansehen. Friedrich macht Bekanntschaft mit dem Schweinehirten Johannes Niemand, einem möglicherweise unehelichen Sohn Simons und verängstigten Jungen, der Friedrich äußerlich auffallend ähnlich sieht und den dieser, selbstbewusst geworden, bald wie seinen Diener behandelt.
Holzdiebstähle durch die sogenannten Blaukittel nehmen immer mehr zu. Daher verstärken die Förster ihre Kontrollen, können aber die Diebe nicht auf frischer Tat ertappen. Als dies eines Nachts dem Oberförster Brandis zu gelingen scheint, wird er von den Blaukitteln mit einer Axt erschlagen. Friedrich fühlt sich, obwohl er in der Untersuchung durch den Amtsschreiber ein einwandfreies Alibi nachweisen kann, mitschuldig an Brandis’ Tod, hat er doch in jener Nacht scheinbar Schmiere gestanden, die Blaukittel durch einen Pfiff vor der Ankunft des Försters gewarnt und diesen dann offenbar in einen Hinterhalt geschickt. Sein Onkel, der den Mord mit seiner Axt begangen haben könnte, drängt ihn durch das Verdrehen der Zehn Gebote zum Absehen von der Beichte:

„Denk an die zehn Gebote: du sollst kein Zeugnis ablegen gegen deinen Nächsten.« – »Kein falsches!« – »Nein, gar keines; du bist schlecht unterrichtet; wer einen andern in der Beichte anklagt, der empfängt das Sakrament unwürdig.“

Im Oktober 1760 wird Friedrich auf einer Hochzeitsfeier von dem Juden Aaron bloßgestellt, der ihn lauthals ob seiner Schulden mahnt. Aarons Leiche wird wenig später im Brederwald unter einer Buche aufgefunden. Sofort gerät Friedrich in Verdacht. Als man sein Haus umzingelt, um ihn festzunehmen, ist er zusammen mit Johannes Niemand bereits entflohen. Der Verdacht wird später zwar durch das Geständnis eines Dritten entkräftet, es bleibt jedoch ungeklärt, ob sich dessen Aussage tatsächlich auf den Mord an Aaron bezieht. Friedrich und Johannes bleiben verschwunden.
Eine Delegation der Juden der Gegend kauft die Buche, unter der Aaron gefunden wurde, und ritzt mit hebräischen Schriftzeichen in die Rinde den Satz „Wenn du dich diesem Orte nahest, so wird es dir ergehen, wie du mir getan hast.“ Von da an wird diese Buche von den Dorfbewohnern „die Judenbuche“ genannt.
Achtundzwanzig Jahre später, am Heiligen Abend des Jahres 1788, kehrt ein Mann in das Dorf B. zurück, der sich als Johannes Niemand ausgibt. Margreth Mergel, die seit der Flucht ihres Sohnes in „völliger Geistesdumpfheit“ dahinvegetierte, und ihr Bruder Simon sind zu diesem Zeitpunkt bereits verarmt gestorben. Der Zurückgekehrte kann beim Gutsherrn des Dorfes unterkommen und verbringt seine alten Tage mit Botengängen und dem Schnitzen von Holzlöffeln.
Neun Monate später kehrt er eines Tages nicht mehr aus dem Brederwald zurück. Als man die Suche nach ihm schon eingestellt hat, findet der junge Brandis, Sohn des erschlagenen Oberförsters, den Vermissten erhängt in der Judenbuche. Der Gutsherr untersucht die Leiche und entdeckt eine alte Halsnarbe, die den Toten scheinbar als Friedrich Mergel identifiziert. Ohne geistlichen Beistand wird er auf dem Schindanger verscharrt.

## Figuren

### Friedrich Mergel (Hauptfigur)
Friedrich entwickelt sich von einem verstörten, zurückgezogenen Kind zu einem sehr hochmütigen und stolzen, aber auch leicht erregbaren und gewaltbereiten Mann. Er arbeitet sich durch Holzdiebstahl und dunkle Geschäfte zu einer wohlhabenden Person hoch und nimmt so einen gewissen Rang in der Welt der Dorfbewohner ein. Seine Rolle als „Dorfelegant“ verteidigt er oft mit Fäusten.
Ihm ist sein Äußeres wichtiger als sein Inneres. Um seinen Ruf aufrechtzuerhalten, nutzt er teilweise auch unlautere Mittel wie das Prahlen mit einer noch nicht bezahlten Silberuhr. Trotzdem bescheinigt ihm die Autorin eine „nicht unedle Natur“ und schreibt seine Fehler teilweise dem Onkel zu.
Trotz allem ist Friedrich sehr verletzlich und hat (nach einer Falschaussage) ein schlechtes Gewissen. Er kann es auch nicht ertragen, wenn andere schlecht über seinen verstorbenen Vater sprechen.

### Margreth Mergel
Friedrichs Mutter ist anfangs eine selbstbewusste ordentliche Frau, die erst nach und nach am Leben und an den Vorurteilen ihrer Umwelt zerbricht. Als sie Friedrichs Vater heiratet, glaubt sie noch, dass eine Frau, die von ihrem Mann schlecht behandelt wird, daran selber schuld sei. Sie erkennt jedoch bald, dass es nicht so einfach ist, ihren Mann zu ändern. Durch den frühen Tod Hermanns und den Verlust Friedrichs, der in die Dienste seines Onkels eintritt, ist Margreth mit der Landwirtschaft überfordert. Nachdem Friedrich unter Mordverdacht geflohen ist, kapselt sie sich von der Gesellschaft ab, vegetiert sie in „Geistesdumpfheit“ vor sich hin, und stirbt, bevor ihr Sohn zurückkommt.

### Simon Semmler
Margreth Mergels Bruder, also Friedrichs Oheim, „adoptiert“ Friedrich nach dem Tod seines Vaters. Er wird mit Fischaugen, einem Hechtgesicht und rötlichem Stoppelhaar beschrieben. Auf den Jungen übt er einen negativen Einfluss aus, indem er ihn auf die schiefe Bahn führt und immer wieder mit dem Tod seines Vaters Hermann konfrontiert, um ihn dadurch einzuschüchtern. Simon ist Teil einer Bande Holzdiebe, möglicherweise in leitender Funktion, und gehört unter den armen Bauern zu den etwas Vermögenderen. Sein zwielichtiger wirtschaftlicher Erfolg hält jedoch nicht lange an. Er stirbt verarmt. Vieles spricht dafür, dass er es war, der den Förster Brandis mit einer Axt erschlagen hat.

### Johannes Niemand
Johannes ist Simons unehelicher Sohn und sieht Friedrich so ähnlich, dass selbst dessen Mutter die beiden einmal miteinander verwechselt. Im Gegensatz zu Friedrich ist Johannes sehr schüchtern, leichtgläubig und willenlos. Johannes versinnbildlicht Friedrichs wahren Zustand als sozialer Niemand. Sein Nachname rührt daher, dass sein Vater ihn nie als seinen Sohn anerkannt hat. So wie Friedrich als Laufbursche seines Onkels völlig abhängig von diesem ist, so wird Johannes allmählich immer abhängiger von Friedrich.

### Aaron, der Jude
Aaron ist ein jüdischer Geschäftsmann aus dem Nachbardorf S. Während einer Hochzeitsfeier sorgt er für einen Eklat, als er in der Öffentlichkeit von Friedrich Mergel die ausstehende Zahlung für eine Taschenuhr eintreiben will. Die Dorfbevölkerung verspottet daraufhin sowohl ihn („Packt den Juden! Wiegt ihn gegen ein Schwein!“) als auch den vor allen bloßgestellten Friedrich. Später wird Aaron ermordet an der „Judenbuche“ aufgefunden.

### Förster Brandis
Der Förster Brandis vertritt die Obrigkeit und bemüht sich vergeblich, der Holzdiebe habhaft zu werden. Dabei lässt er sich gelegentlich zu unbedachten Äußerungen hinreißen, entschuldigt sich jedoch, wenn er merkt, dass er zu weit gegangen ist.

### Hermann Mergel (Friedrichs Vater)
Sein Alkoholismus führt an den Wochenenden zum maßlosen Trinken, zu Gewalttätigkeiten gegenüber seinen Frauen, zu Ansehensverlust im Dorf und immer größerer Armut. Sein Drang, zur Flasche zu greifen, ist möglicherweise der Grund für seinen Tod an der Buche, der ihn in den Augen der Dorfbewohner zum „Gespenst des Brederholzes“ macht.

## Interpretation

### Recht und Gerechtigkeit
Die geltenden Gesetze sind einfach und teilweise unzulänglich. Neben dem offiziellen Rechtssystem hat sich ein zweites Recht gebildet: das der öffentlichen Meinung, der Gewohnheit und entstandenen Verjährung. Gutsbesitzer wie Volk handeln frei nach ihrem Empfinden, nur den Unterlegenen sind bisweilen die geschriebenen Gesetze wichtig. Viele Dorfbewohner sind fromm, fast alle sind aber auch in irgendeiner Form am Holz- und Wilddiebstahl beteiligt.
Man kann das Herrschen dieses Gewohnheitsrechts als ein Zeichen der Rückständigkeit des Dorfes interpretieren, die die Autorin am Anfang des Buches anspricht. Bezeichnenderweise wird diese Rückständigkeit 1789 beendet: Etwa zwei Monate nach Ausbruch der Französischen Revolution wird der echte Schuldige bestraft, zuvor können Adel und Volk über Recht und Gerechtigkeit entscheiden. Die Autorin heißt die ältere Form der „Gerechtigkeit“ weder gut, noch verurteilt sie sie.
Bemerkenswert ist, dass die Natur in der Novelle stets als Richter und Zeuge auftritt. Die Verbindung zwischen den Taten der Dorfbewohner und der sie umgebenden Natur zeigt, dass die Menschen dann, wenn sie ihr „inneres Rechtsgefühl“ verlieren, auch ihre Gemeinsamkeit mit der Natur zerstören, die durch die göttliche Seinsordnung festgelegt ist.
Alle negativen Ereignisse der Novelle geschehen in der Nähe der Buche im Brederwald, und zwar immer nachts oder während der Dämmerung, nie am Tage. So wird der Brederwald zu einer Art „magischem Raum“, die Buche zum „Dingsymbol für ein Geschehen des Unheils“ (B. v. Wiese). „Der sachlich-nüchterne, durch genaue Zeitangaben äußerst distanzierte Berichtstil lässt die ständige Bedrohung des Menschen […] durch die Macht des Dunklen und Irrealen noch unheimlicher hervortreten“.

### Judenfeindlichkeit
Zu den zahlreichen sozialen Vorurteilen, die Annette von Droste-Hülshoffs „Sittengemälde“ thematisiert und die als „geheime Seelendiebe“ auch Friedrich Mergel schon in seiner Kindheit prägen wie „jedes Wort, das unvergessen / In junge Brust die zähen Wurzeln trieb“, gehört besonders die Judenfeindlichkeit im Dorf B.:
- Friedrichs Mutter belehrt ihren Sohn schon früh, dass die Juden „alle Schelme“ und Betrüger seien, und spricht von Aaron als „dem verfluchten Juden“.
- Ebenso offen zeigen später auch einige angetrunkene Teilnehmer der Hochzeitsgesellschaft, auf der Aaron von Friedrich sein Geld zurückverlangt und ihn damit vor allen Gästen kompromittiert, ihren Antisemitismus, indem sie den Gläubiger verspotten und bedrohen.
- Aarons Witwe wird respektlos als „die Judenfrau“ apostrophiert, die sich am Ende getröstet und einen anderen Mann genommen habe.
- Von einem der Glaubensgenossen Aarons, die sich nach dessen Tod für die Aufklärung des Verbrechens und Gerechtigkeit einsetzen, heißt es an anderer Stelle, er werde „gemeinhin der Wucherjoel“ genannt.
- Selbst der die Obrigkeit und das Recht repräsentierende Gutsherr sagt von einem anderen Juden, dem „Lumpenmoises“, der ebenfalls zunächst als Mörder Aarons in Frage kommt und nach einem Geständnis Suizid begeht, „der Hund von einem Juden“ habe sich „an seinem Strumpfband erhängt.“

## Historische Hintergründe

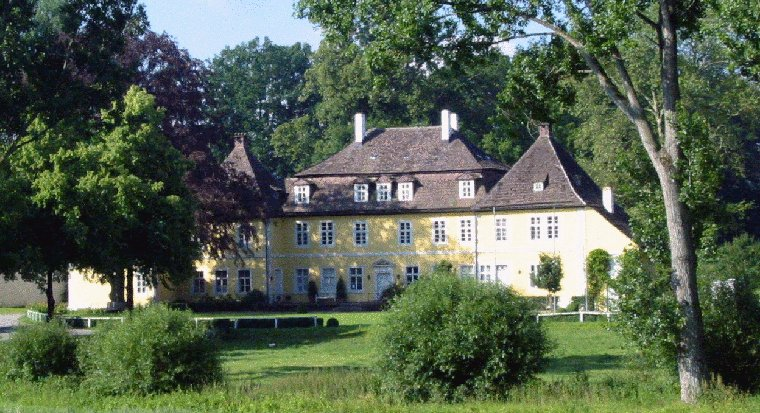
Literaturmuseum Bökerhof

Als Kind war Annette von Droste-Hülshoff regelmäßig bei ihren Verwandten mütterlicherseits auf Schloss Bökerhof in der ostwestfälischen Ortschaft Bökendorf, einem unmittelbaren Nachbarort des Dorfes Bellersen, zu Besuch. Dort erfuhr sie von einer wahren Begebenheit, die ihr Onkel August von Haxthausen unter dem Titel Geschichte eines Algierer Sklaven nach Gerichtsakten aufgezeichnet und 1818 veröffentlicht hatte:
Johann Friedrich Winckelhahne (lt. Kirchenbuch Bellersen, St. Meinolf unehelich geboren am 7. August 1746) und nicht zu verwechseln mit Hermann Georg Winckelhan (ehelich geboren am 22. August 1764, der 1796 in Bellersen heiratet) ist die historische Person, die als Hauptfigur „Friedrich Mergel“ im Roman DIE JUDENBUCHE von Annette von Droste-Hülshoff beschrieben wird.
Im Kleinstaat Hochstift Paderborn hatte Johann Friedrich Winckelhahne im Jahr 1782 von dem jüdischen Händler Soistmann Berend (oder auch Soestmann-Behrens) Stoff für ein Hemd erhalten, jedoch nicht bezahlt. In einem deshalb 1783 stattfindenden Prozess unter der Leitung des Lichtenauer Drosten Werner Adolph von Haxthausen (Droste war ein Amt der niederen Gerichtsbarkeit im Hochstift) wurde Winckelhan zur Zahlung verurteilt, woraufhin dieser gegen Soistmann Berend Morddrohungen aussprach. Am selben Abend sah ein Förster sowohl Winckelhan, mit einem Knüppel bewaffnet, als auch kurz darauf Soistmann Berend in den Wald gehen. Zwei Tage später wurde Soistmann Berend von seiner Frau an einer Buche im Wald erschlagen aufgefunden; in die Buche ritzte die jüdische Gemeinschaft des Ortes anschließend ein Zeichen in hebräischer Schrift ein. Um seiner Verhaftung zu entkommen, floh Winckelhan ins Ausland, wo er in Gefangenschaft geriet und versklavt wurde. Erst nach fast 25 Jahren kehrte er in seinen Heimatort zurück. Nachdem von einer weiteren Strafverfolgung aufgrund seines erlittenen Leides während der Versklavung abgesehen worden war, gestand er den Mord. Er lebte fortan als Tagelöhner und Bettler und erhängte sich 1806 an der Buche, an der Soistmann Berend erschlagen aufgefunden worden war. Der Baum wurde zwei Jahre später gefällt. Winckelhan wurde trotz des Selbstmords auf Bitte des Drosten am 18. September 1806 in Bellersen katholisch beigesetzt.
Annette von Droste-Hülshoff setzte diese Begebenheit literarisch um und entwickelte dazu eine Vorgeschichte, mit der es ihr gelang, „das Geschehen als Folge einer Störung der menschlichen Gemeinschaft darzustellen“ (Kindler). Das sich durch eine Folge ungewöhnlicher Ereignisse bald verdichtende und gegen Ende zuspitzende Schicksal Friedrich Mergels enthüllt das Verhängnisvolle der Situation der Gesellschaft.

### Rechtsgeschichtlicher Hintergrund
Während die literarische Vorlage der Judenbuche die Erzählung (historisch korrekt) in die Zeit von Französischer Revolution und Napoleonischen Kriegen setzt (der Mord geschieht 1782, und der während der französischen Besetzung Ägyptens um 1800 aus der Sklaverei befreite Protagonist kehrt 1807 zurück), verlegt sie Droste-Hülshoff in den Zeitrahmen zwischen 1738 (Geburt des Protagonisten), 1756 (seine Flucht zu Beginn des Siebenjährigen Kriegs) und 1789 (seine Rückkehr und sein Ende) und erzielt damit eine größere Distanz von den Geschehnissen der Entstehungszeit der 1842 publizierten Erzählung. Dafür rückt eine andere Problematik, die in der Vorlage keinerlei Rolle gespielt hatte, zum Zeitpunkt ihrer Abfassung aber eine tagespolitische Relevanz besaß, in den Focus: Im Zuge der Bauernbefreiung in Preußen, dem die Provinz Westfalen seit 1803 angehörte, war 1807 die Auflösung der Erbuntertänigkeit der Bauern verfügt und ihnen nachfolgend 1811 das Eigentum an den von ihnen bewirtschafteten Höfen nach Ablösung der bisherigen Abgaben und Frondiensten durch eine Zahlung an die Gutsherrn übertragen worden. Jedoch sollte erst 1850 nach dem Revolutionsjahr 1848/1849 die tatsächliche Ablösung aller Dienstbarkeiten ohne weitere Entschädigung der Grundherrn erfolgen. Der vermeintliche „Holzfrevel“, ausgeübt von ganzen Dorfgemeinschaften, „vom halbwüchsigen Knaben bis zum siebzigjährigen Ortsvorsteher, der als erfahrener Leitbock den Zug mit gleich stolzem Bewußtsein anführte, wie er seinen Sitz in der Gerichtsstube einnahm“, ist damit das seit dem Mittelalter „in staubigten Urkunden“ verbriefte Recht auf kollektive Nutzung der Almende, namentlich des Weide- und Holzrechts, als Teil des Gemeindevermögens, das inzwischen ausnahmslos vom Adel beansprucht worden war. In ihrem unmittelbaren Familienkreis war die Droste durch ihren Onkel Philipp von Wolff gen. Metternich auf Schloss Wehrden mit der Problematik vertraut, der der Überzeugung war, dass „der Holzdiebstahl kaum zu steuern war und die preußischen Holzdiebstahlgesetze in der Tat mehr den Holzdieb in Schutz nahmen als den Waldbesitzer“, so dass er sich entschloss, „auf Holztheilung respektive Ablösung der Holzservituten anzutragen, um wenigstens etwas zu retten.“ Der entsprechende Vertrag kam 1839 zustande, wobei der bisherige Eigentümer „das Herbramer Holz ganz und den Wildberg zur Hälfte“ an die Gemeinden abgeben musste. Ansonsten konnten erst nach 1850 die jeweiligen Rechtsansprüche von Grundherrn und Bauern in einer Folge von einzelnen, teils langwierigen Gerichtsverfahren geklärt werden.

### Der „Judenbaum“ im Reinhardswald

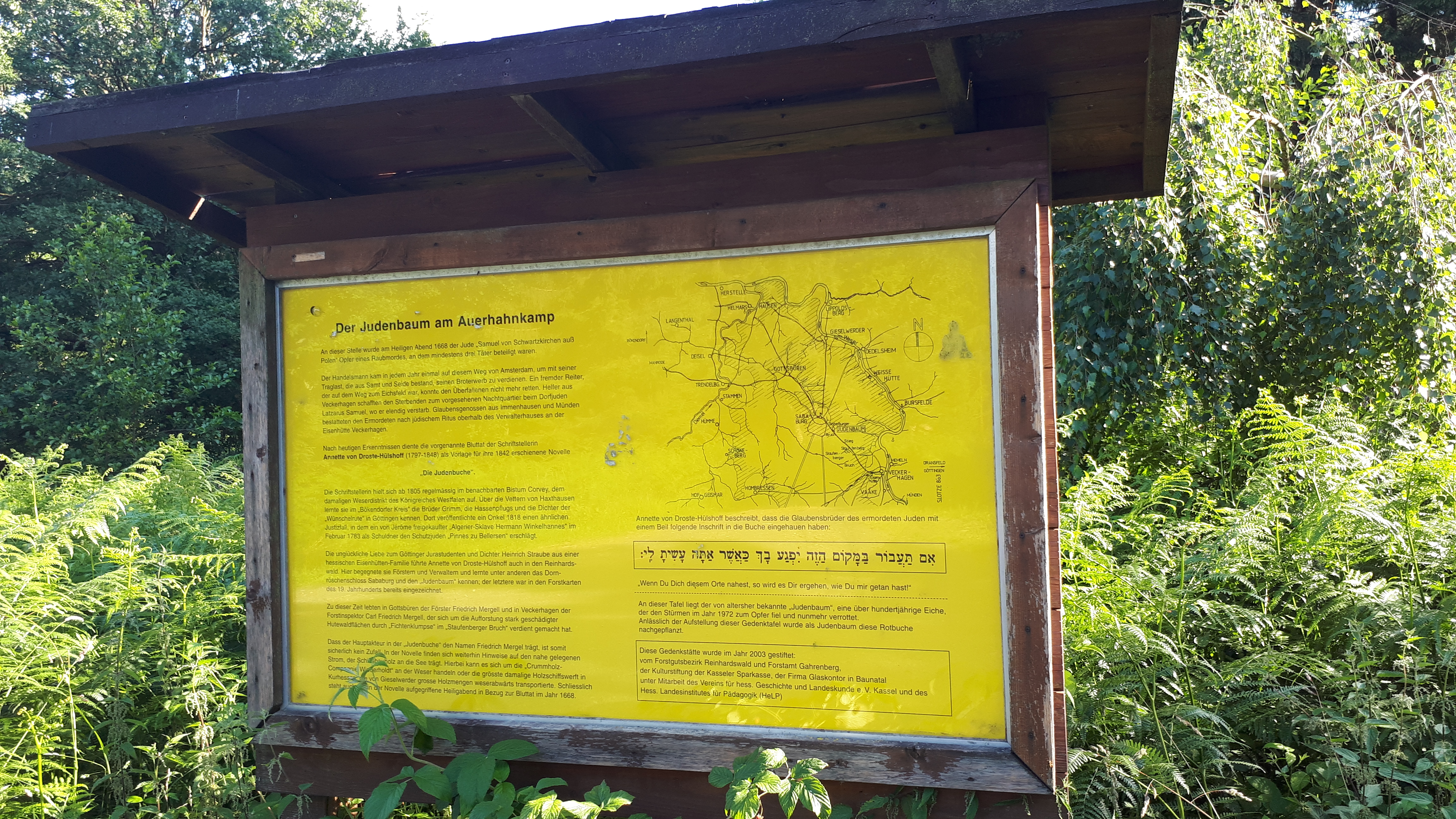
Ehemalige Gedenktafel, die im Reinhardswald an den „Judenbaum“ erinnerte. Sie ist inzwischen durch eine Info-Stele ersetzt

Neben dem oben geschilderten Verbrechen an der Buche, in die hebräische Schriftzeichen eingeritzt worden waren, könnte Annette von Droste-Hülshoff zusätzlich vom so genannten „Judenbaum“ im Reinhardswald inspiriert worden sein. Dies legte zumindest eine Gedenktafel nahe, die von 2003 bis 2020 am Standort des 1972 abgestorbenen Baumes aufgestellt war. Tatsächlich war an dieser Stelle am Heiligabend 1688 der jüdische Textilkaufmann Samuel von Schwartzkirchen Opfer eines Raubmordes geworden. Seitdem war die dort stehende Eiche (also keine Buche) als „Judenbaum“ bekannt. Es ist davon auszugehen, dass die Schriftstellerin, die in jungen Jahren auch den Reinhardswald bereiste, durch ihren Umgang mit den Brüdern Grimm und deren Umfeld die Mordgeschichte kannte. Dafür, dass dies zumindest einen Einfluss auf ihre Novelle hatte, spricht, dass es zu dieser Zeit in den Dörfern des Reinhardswaldes einen Förster namens Friedrich Mergell und einen weiteren mit Namen Carl Friedrich Mergell gab. Die Ähnlichkeit mit dem Namen der Hauptperson der Judenbuche, Friedrich Mergel, kann kaum zufällig sein.

### Tütelsches Kreuz

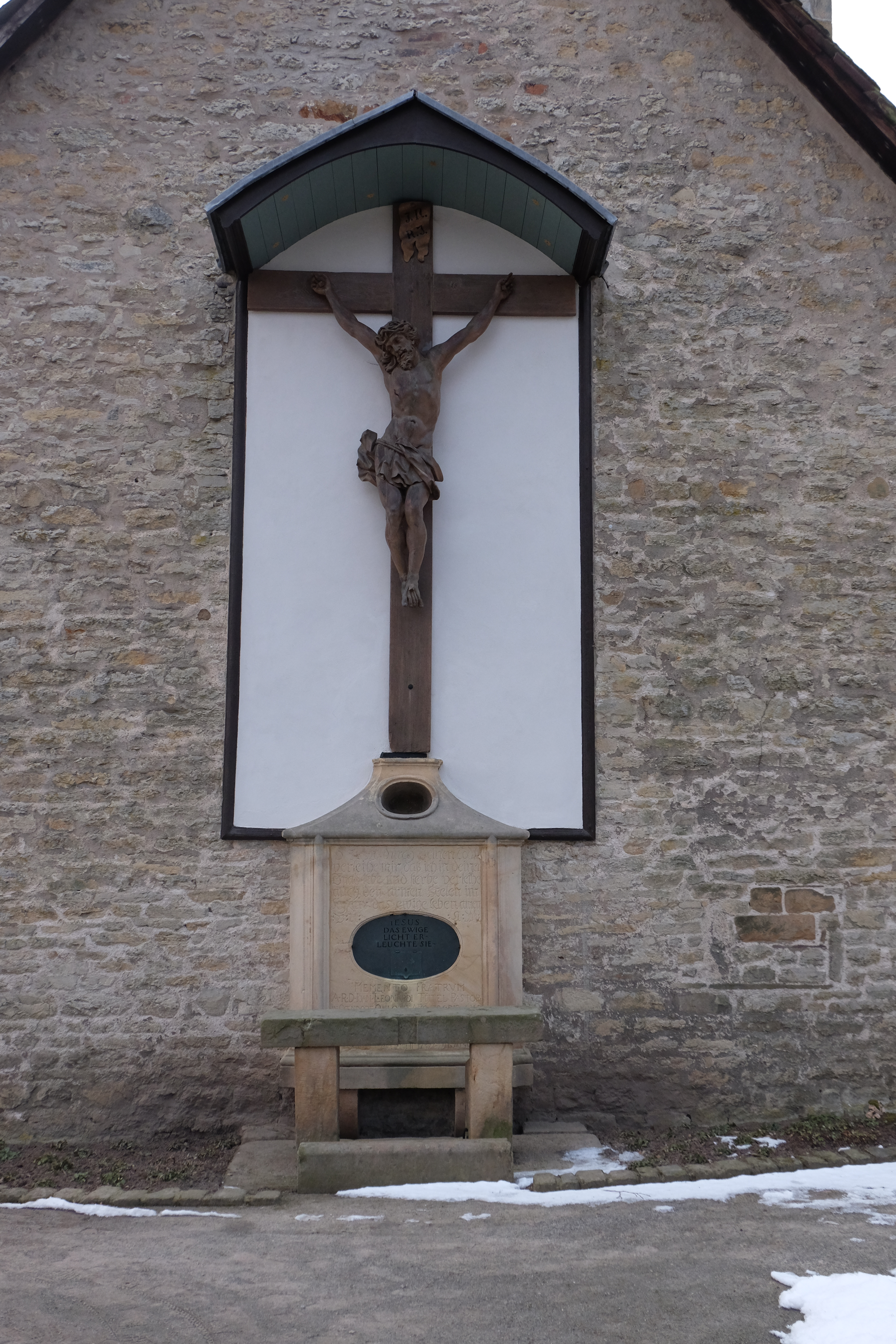
Tütelsches Kreuz mit dem Abdach

Der einzige Ort, der sich mit Sicherheit identifizieren lässt, ist das sogenannte Tütelsche Kreuz in Neuenheerse.

„So liefen wir bis Heerse; da war es noch dunkel, und wir versteckten uns hinter das große Kreuz am Kirchhofe, bis es etwas heller würde, weil wir uns vor den Steinbrüchen am Zellerfelde fürchteten, und wie wir eine Weile gesessen hatten, hörten wir mit einem Male über uns schnauben und stampfen und sahen lange Feuerstrahlen in der Luft gerade über dem Heerser Kirchturm. Wir sprangen auf und liefen, was wir konnten, in Gottes Namen gerade aus, und wie es dämmerte, waren wir wirklich auf dem rechten Wege nach P. (wahrscheinlich Paderborn, Anm.d.Verf.)“

Die Dichterin besuchte in ihrer Jugend dort öfter ihre Tante, die Stiftsdame Sophia Theresia von Haxthausen, und wohnte dann in deren Kurie, heute Asseburger Straße 3, die schräg gegenüber vom Kreuz lag.

## Museum
In Bellersen zeigt die Ausstellung im Haus Krus, dem einstigen Wohnhaus des Archivars Horst-Dieter Krus, der sich eingehend mit den historischen Hintergründen der Novelle befasst hatte, die Umwelt und die Zeitläufte, in der sie spielt, sowie die Geschichte ihrer Rezeption.

## Widmung der 20-DM-Note (4. Generation)
Die 20-DM-Note der im Jahr 1989 erschienenen vierten und zugleich letzten Generation der DM-Banknoten zeigt ein Porträt der Annette von Droste-Hülshoff und war bis zur Einführung der Euro-Banknoten im Jahr 2002 in Umlauf. Die Gestaltung stammte (wie bei der gesamten Serie) von Reinhold Gerstetter, dem damaligen Chefgrafiker der Bundesdruckerei.
Wie bei diesen Banknoten üblich, waren Motive aus dem Arbeits- und Lebensumfeld der betreffenden Person dargestellt; so hier historische Gebäude ihres Sterbeortes Meersburg, eine Schreibfeder und (mit Bezug zur Novelle Die Judenbuche) eine Buche.

## Übersetzungen
Als bekanntestes Werk Annette von Droste-Hülshoffs erfuhr Die Judenbuche mehrere Übersetzungen in europäische Sprachen. Eine erste englische Übersetzung unter dem Titel The Jew's Beech-Tree von Lillie Winter erschien 1913, eine weitere 1958 durch Lionel und Doris Thomas. Eine französische Übersetzung existiert unter dem Titel Le hêtre aux juifs: scènes de la vie des montagnards westphaliens, eine italienische Übersetzung als Il faggio degli ebrei, eine spanische als El haya del judío, eine tschechische als Židův buk.

## Verfilmung
Im Jahr 1980 erschien der Fernsehfilm Die Judenbuche von Rainer Horbelt (Regie und Drehbuch). Unter anderem spielten Roland Teubner (als Friedrich Mergel), Harry Raymon (als Aaron), Eberhard Feik (als Simon Semmler) und Diether Krebs (als Förster Brandis).

## Vertonungen
Walter Steffens schrieb auf ein Libretto von Peter Schütze seine Oper Die Judenbuche; die Uraufführung fand 1993 in Dortmund statt. Er lebte zu dieser Zeit in Detmold, heute in Marienmünster, also unmittelbar in der Gegend, in der die Novelle spielt.
Von der historischen Hintergrundfigur handelt Steffens’ „Kriminaloper für mobiles Musiktheater“ Der Winkelhannes, Uraufführung 2007/08. Libretto von Peter Schütze unter Mitarbeit von Volker Schrewe und Walter Steffens.
Im Jahr 2006 vertonte der luxemburgische Komponist Marco Pütz die Novelle im Auftrag des Jugendorchesters Havixbeck. Das Stück für Blasorchester wurde am 2. September 2006 uraufgeführt.
Die Gruppe Rimini Protokoll inszenierte im Sommer 2022 eine stark bearbeitete, zweistündige Fassung des Textes unter dem Titel 16 Szenen für einen Wald als Ton- und Videoinstallation auf acht Ansitzeinrichtungen im Wald von Burg Hülshoff, veranstaltet vom dortigen Center for Literature Burg Hülshoff (CfL).
Hörspiel Die Judenbuche von Helgard Haug und Daniel Wetzel (Rimini Protokoll), WDR 1, Die Judenbuche. 16. Dezember 2023 (Laufzeit 53:30 Min., bis 30.12.2099 online).